# Agrypon chlamidatum
Agrypon chlamidatum là một loài tò vò trong họ Ichneumonidae.